# Svilengrad
Svilengrad ou Svilengrade, ([ˈsvilɛŋˌɡrad], en bulgare Свиленград ; en turc Cisri Mustafapaşa) est une ville située dans le sud de la Bulgarie.

## Géographie

### Géographie physique
La ville de Svilengrad est située dans le sud de la Bulgarie, à 273 km au sud-est de Sofia et à proximité des frontières avec la Grèce et la Turquie. Elle est implantée dans la partie orientale des Rhodopes, au cœur de la région historique de Thrace. La Marica coule à travers la partie ouest de la ville, avant de former la frontière avec la Grèce.

### Géographie humaine
Après les expulsions, par le régime communiste, de nombreux Turcs et bulgares islamisés (Pomaks) vers la Turquie dans les années 1970 et 1980, la population est essentiellement de tradition orthodoxe et, contrairement à beaucoup de villes de la région, on n'y trouve aucune mosquée en fonctionnement.
| 1946  | 1956   | 1965   | 1975   | 1985   | 1992   | 2001   | 2005   | 2010   |
| ----- | ------ | ------ | ------ | ------ | ------ | ------ | ------ | ------ |
| 9 686 | 10 966 | 12 456 | 15 169 | 17 461 | 18 643 | 19 036 | 18 700 | 18 005 |

,
La ville est le chef-lieu de la commune de Svilengrad, qui fait partie de la région de Khaskovo.

## Histoire
La région de Svilengrad a conservé des traces d'habitats datant de la Préhistoire. Toutefois, la localité n'apparaît qu'au XVIe siècle. En 1529 est construit un pont sur la Maritsa ; autour de celui-ci apparaît la localité de Moustafa Pacha (en turc Mustafapaşa ; en bulgare Мустафа Паша), qui se transforme rapidement en petite ville au cours de la seconde moitié du siècle.
Lors de la Guerre russo-turque de 1877-1878, les armées du tsar commandées par le général Alexandre Stroukov pénètrent dans la ville, le 8 janvier 1878. Intégrée au nouvel État bulgare, par le traité de San Stefano (1878), la région est finalement laissée sous domination ottomane, par le traité de Berlin de 1878.
Pendant la Première Guerre balkanique, la ville est prise par l'armée bulgare, le 5 octobre 1912 et intégrée au royaume de Bulgarie à la suite du traité de Londres (1913). Lors de la Seconde Guerre balkanique, la ville est bombardée, brûlée et détruite par l'armée ottomane. Toutefois, le traité de Constantinople (1913) confirme son appartenance à la Bulgarie. À la suite de la Première Guerre mondiale, le traité de Neuilly permet à la Bulgarie de gagner le territoire situé au sud et à l'est de la ville, jusqu'à l'actuelle frontière avec la Turquie.
L'enseignant Pétar Stantchov donne, en 1874, le nom de Sviléngrad à la localité. Toutefois, elle ne prendra officiellement ce nom qu'après l'intégration définitive de la ville à la Bulgarie, en 1913.
De nombreux Pomaks et Turcs vivaient dans la ville, mais ont été expulsés en 1971 par le régime communiste vers la Thrace turque.

## Économie
Svilengrad dispose d'une localisation stratégique ; il se situe sur un axe de transport majeur :
- la ville est implantée à proximité de la route européenne 80 — qui relie la Turquie, via la Bulgarie et la Serbie, à l'Europe centrale, septentrionale et méridionale — et il s'agit de la ville la plus proche de la frontière entre la Bulgarie et la Turquie ;
- elle est traversée par la ligne de chemin de fer qui relie Istanbul au centre et au nord de l'Europe.

## Éducation et culture
En 1848 a été construite la première école dans la ville. Ivan Vazov — le patriarche de la littérature bulgare — y enseigne en 1872-1873. La bibliothèque Zvézda (Étoile) y est créée en 1870.

## Galerie

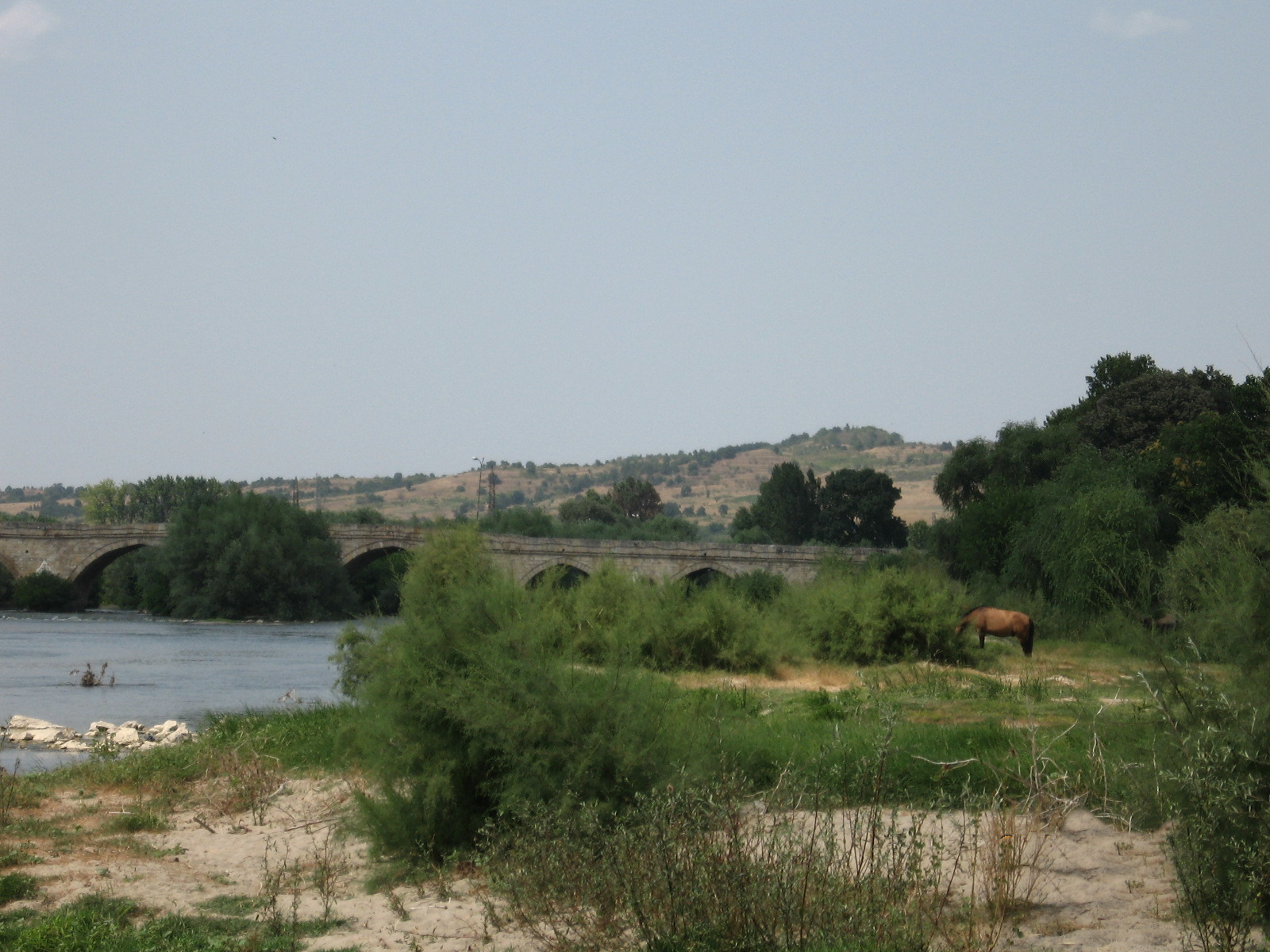
Vieux pont sur la Marica près de Svilengrad